# Zwergtejus
Die Zwerg- oder Brillentejus (Gymnophthalmidae) sind eine ausschließlich in der Neuen Welt, von Südmexiko bis nach Argentinien vorkommende Familie der Schuppenkriechtiere (Squamata).

## Merkmale
Die meisten Zwergtejus haben, verglichen mit anderen Echsen, langgestreckte, schlanke Körper. Einige ähneln auch den Echten Eidechsen (Lacertidae). Mit Längen ab zehn Zentimetern sind sie, abgesehen von einigen Geckoarten, die kleinsten Echsen Süd- und Mittelamerikas. In mehreren Gattungen kam es unabhängig voneinander zu einer Reduktion der Gliedmaßen, oft verbunden mit einer starken Verlängerung des Körpers. Bei den Wühltejus (Bachia) sind die Beine zu funktionslosen, flossenartigen Anhängseln mit drei Zehen verkleinert und werden nur noch bei langsamer Fortbewegung benutzt. Die Gattung kann mit Hilfe des Schwanzes springen. Bei Calyptommatus fehlen die Beine völlig. Die meisten Arten haben ein transparentes unteres Augenlid (Gymnophthalmidae = nackte Augen), so dass sie auch mit geschlossenen Augen sehen können.

## Lebensraum und Lebensweise
Zwergtejus leben vor allem in den feuchten Tropen, z. B. in Regenwäldern, aber auch in Wüsten und hoch in den Anden. Proctoporus bolivianus lebt noch in Höhen von 4000 Metern. In Ecuador kommen sechs Pholidobolus-Arten in Tälern und an den Hängen der Berge bis in Höhen von 3000 Metern vor. Im selben Habitat können bis zu zehn Arten von Zwergtejus vorkommen.
Die meisten Zwergtejus halten sich auf dem Erdboden auf, einige, wie Cercosaura argulus klettern auch auf Bäume oder Sträucher. Bachia gräbt in den Böden tropischer Regenwälder, Calyptommatus in Sandhabitaten. Die meisten Arten von Neusticurus leben semiaquatisch. Neusticurus ecpleopus ist an Sandbänke von Urwaldflüssen gebunden. Oft lassen sich Schwesterarten bestimmen, die durch geografische Barrieren getrennt wurden. Calyptommatus sinebrachiatus kommt ausschließlich in Dünen am Nordufer des Rio São Francisco vor, während das Südufer von C. leiolepis und C. nicteris bewohnt wird – diese beiden Arten leben wiederum voneinander isoliert in Sanddünen.
Alle Zwergtejus fressen Insekten und andere kleine wirbellose Tiere und sind ausnahmslos ovipar (eierlegend), zwei Formen von Gymnophthalmus underwoodi pflanzen sich auch parthenogenetisch fort. Oft legen mehrere Weibchen Eier in das gleiche Nest. Sexualdimorphismus kommt vor, aber nicht bei grabenden, unterirdisch lebenden Arten. Meist ist der Kopf des Männchens größer und die Körperseiten sind mehr gemustert. Bei dem offene Habitate bewohnenden Vanzosaura rubricauda sind die Männchen kleiner, haben aber dickere Köpfe.

## Systematik
Die Zwergtejus sind die Schwestergruppe der Schienenechsen (Teiidae) und werden von einigen Autoren auch diesen als Unterfamilie Gymnophthalminae zugeschlagen. In der traditionellen Systematik der Schuppenkriechtiere wurden beide Familien den Skinkartigen (Scincomorpha) zugeordnet. Nach jüngsten molekularbiologischen Untersuchungen sind sie allerdings nicht näher mit den Skinkartigen verwandt, sondern das von Zwergtejus, Schienenechsen und Alopoglossidae gebildete Taxon (Teiformata bzw. Gymnophthalmoidea) ist die Schwestergruppe der Lacertibaenia, eines Taxons, zu dem die Echten Eidechsen (Lacertidae) und die Doppelschleichen (Amphisbaenia) gehören. Die von allen fünf Gruppen gebildete Klade wird Laterata bzw. Lacertoidea genannt.
Es gibt etwa 230 Arten in über 40 Gattungen und vier Unterfamilien.
- Familie Gymnophthalmidae

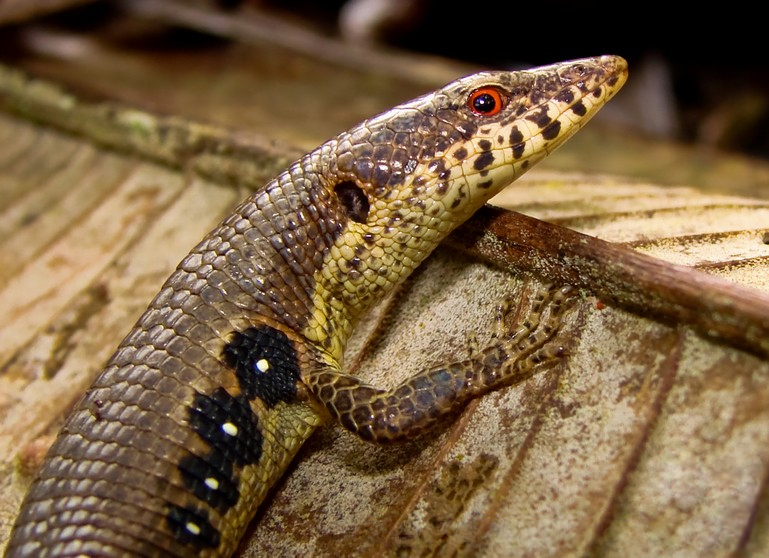
Anadia rombiphera

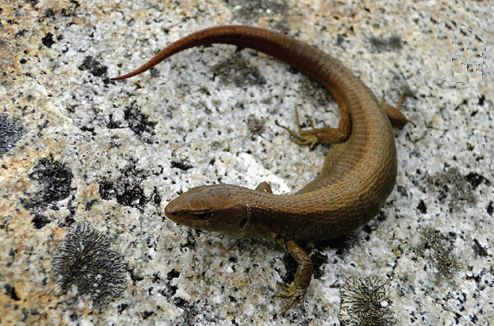
Euspondylus oreades

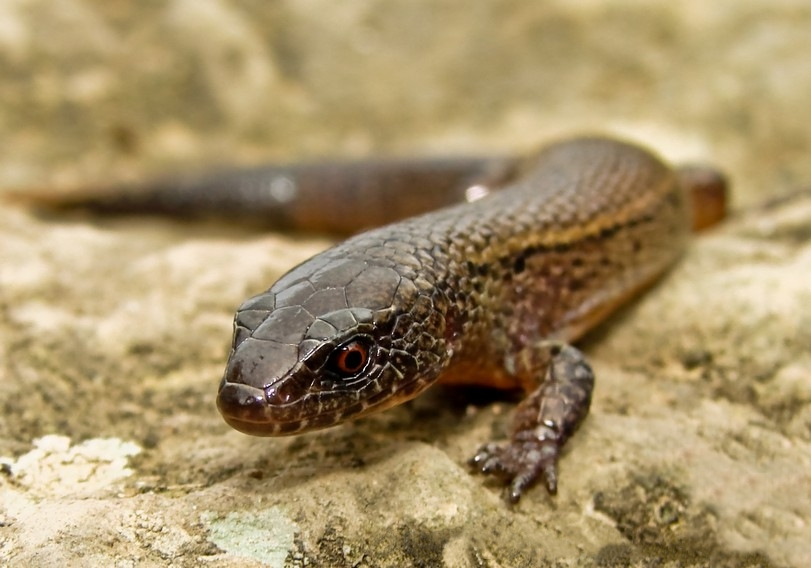
Riama striata

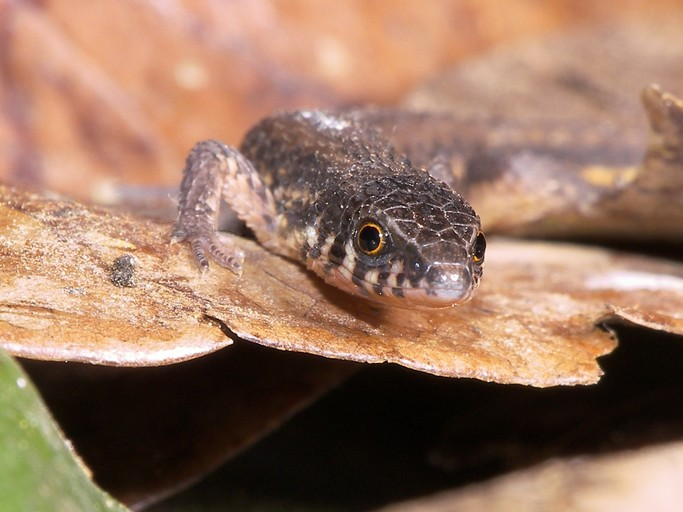
Leposoma rugiceps

  - Unterfamilie Cercosaurinae Gray, 1838
    - Tribus Bachiini Colli et al., 2015
      - Bachia Gray, 1845

    - Tribus Cercosaurini Gray, 1838
      - Anadia Gray, 1845
      - Cercosaura Wagler, 1830
      - Echinosaura Boulenger, 1890
      - Euspondylus Tschudi, 1845
      - Macropholidus Noble, 1921
      - Neusticurus Duméril & Bibron, 1839
      - Oreosaurus
      - Pantodactylus Duméril & Bibron, 1839
      - Petracola Doan & Castoe, 2005
      - Pholidobolus Peter, 1862
      - Placosoma Tschudi, 1847
      - Potamites Doan & Castoe, 2005
      - Proctoporus Tschudi, 1845
      - Riama Gray, 1858
      - Teuchocercus Fritts & Smith, 1969

    - Tribus Ecpleopodini Fitzinger, 1843
      - Adercosaurus Myers & Donnelly, 2001
      - Amapasaurus Cunha, 1970
      - Anotosaura Amaral, 1933
      - Arthrosaura Boulenger, 1885
      - Colobosauroides da Cunha, Lima-Verde & Lima, 1991
      - Dryadosaura Rodrigues, Freire, Pellegrino & Sites, 2005
      - Ecpleopus Duméril & Bibron, 1839
      - Kaieteurosaurus Kok, 2005
      - Leposoma Spix, 1825
      - Loxopholis Cope, 1869
      - Marinussaurus Peloso, Pellegrino, Rodrigues & Avila-Pires, 2011
      - Pantepuisaurus Kok, 2009

  - Unterfamilie Gymnophthalminae Fitzinger, 1826
    - Tribus Gymnophthalmini Fitzinger, 1826
      - Calyptommatus Rodrigues, 1991
      - Gymnophthalmus Merrem, 1820
      - Micrablepharus Boettger 1885
      - Nothobachia Rodrigues, 1984
      - Procellosaurinus Rodrigues, 1991
      - Psilophthalmus Rodrigues, 1991
      - Scriptosaura Trefaut Rodrigues & dos Santos, 2008
      - Tretioscincus Cope, 1862
      - Vanzosaura Rodrigues, 1991

    - Tribus Heterodactylini Goicoechea, Frost, De la Riva, Pellegrino, Sites, Rodrigues & Padial, 2016Colobodactylus taunayi

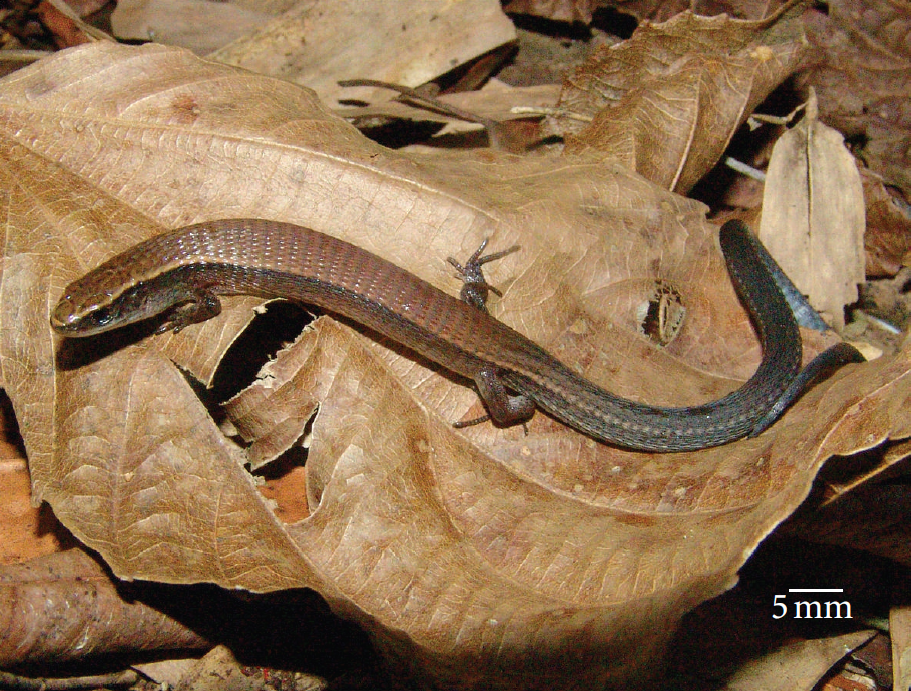
Colobodactylus taunayi

      - Caparaonia Rodrigues, Cassimiro, Pavan, Curcio, Verdade & Machado Pellegrino, 2009
      - Colobodactylus Amaral, 1933
      - Heterodactylus Spix, 1825

    - Tribus Iphisini Gray, 1851
      - Acratosaura Rodrigues, Pellegrino, Dixo, Verdade, Pavan, Argolo & Sites, 2007
      - Alexandresaurus Rodrigues, Pellegrino, Dixo, Verdade, Pavan, Argolo & Sites, 2007
      - Colobosaura Boulenger, 1887
      - Iphisa Gray, 1851
      - Rondonops Colli, Hoogmoed, Cannatella, Cassimiro, Gomes, Ghellere, Sales-Nunes, Pellegrino, Salerno, Marques De Souza & Rodrigues, 2015
      - Stenolepis Boulenger, 1888

  - Unterfamilie Rhachisaurinae Pellegrino, Rodrigues, Yonenaga-Yassuda & Sites, 2001
    - Rhachisaurus Pellegrino, Rodrigues, Yonenaga-Yassuda & Sites, 2001

  - Unterfamilie Riolaminae Kok, 2015
    - Riolama Uzzell, 1973

Die Alopoglossinae, ursprünglich eine weitere Unterfamilie der Zwergtejus, wurden im April 2016 zu einer eigenständigen Familie.